# Ali Aslan
Ali Aslan (en arabe : علي أصلان) est un général syrien né en 1932.

## Biographie
Ali Aslan naît en 1932 à Lattaquié, il est issu d'une famille alaouite qui fait partie de la tribu Kalbiyya comme Hafez el-Assad.
Aslan a rejoint l'armée syrienne en 1956. Il a été formé à l'Académie militaire de Homs et a poursuivi sa formation en Union soviétique. Il a été nommé commandant de la 8e brigade d'infanterie syrienne en octobre 1966. Sa percée a eu lieu en novembre 1970 lorsqu'il a soutenu le coup d'État militaire qui a porté Hafez el-Assad au pouvoir en Syrie, et il a été désigné chef des 1re et 5e brigade d'infanterie de divisions de l'armée syrienne. En 1972, il est nommé chef du bureau « opérations » de l’état-major de l’armée syrienne. Ses troupes réussirent dans les premiers stades de la guerre du Kippour en 1973, en franchissant la ligne défensive israélienne et en chassant les forces israéliennes du sud et du centre du plateau du Golan.
Il devient responsable du contingent de l'armée syrienne engagé au Liban de 1976 à 1979, supervisant la « guerre de Cent Jours » contre les Forces de régulation des Kataeb de Bachir Gemayel. Au début des années 1980, Aslan était chef de cabinet adjoint et chef des opérations. Il a été promu chef de cabinet le 5 juillet 1998, en remplacement de Hikmat al-Shihabi, qui avait pris ses fonctions en 1973 après sa retraite forcée. Aslan était un partisan de la conscription obligatoire pour les hommes syriens et était le principal négociateur des contrats d'armes avec des fournisseurs du monde entier, notamment la Russie, la Chine, l'Arménie, la Corée du Nord et l'Iran, ainsi que des traités militaires avec le Japon et plusieurs pays d'Europe de l'Est.
Proche du président syrien Hafez el-Assad, dont il a soutenu le coup d’État en 1971, il est nommé en 1998 chef d'état-major de l'armée syrienne.
À la mort du président syrien en 2000, il intègre le commandement central du Parti Baas syrien et fait partie des responsables gérant la période de transition. Il est considéré comme un soutien de Bachar el-Assad, lors de son accession au pouvoir. Il est écarté progressivement par ce dernier, et se retire définitivement en 2005.